# Sandra Vergara (actriz colombiana)
Sandra Vergara Medina (Barranquilla, 11 de septiembre de 1988) es una actriz, presentadora y modelo colombiana radicada en los Estados Unidos.

## Biografía
Vergara nació en Barranquilla en 1988. Inició su carrera en el modelaje a los 24 años. Luego de registrar apariciones pequeñas en series de televisión y películas como Days of Santiago, Condomonio S.A. y Eleventh Hour, actuó en el episodio "Head Case" de la popular serie policíaca CSI: Miami. En 2010 interpretó el papel de Sofía en la telenovela Chico de mi barrio y un año después protagonizó el filme de terror Fright Night en el papel de Ginger.
En 2013 interpretó el papel de Theresa Corazón en la telenovela estadounidense The Bold and the Beautiful, apareciendo en cuatro episodios. Ese mismo año fue invitada a un episodio del seriado CSI: Crime Scene Investigation. En 2015 se convirtió en la presentadora del programa Good Work junto con Terry Dubrow y RuPaul.

## Vida personal
Vergara es  hermana  de la popular actriz colombiana Sofía Vergara y tía de Claudia Vergara.

## Filmografía
| Cine       | Cine                           | Cine             | Cine         |
| Año        | Título                         | Papel            | Notas        |
| ---------- | ------------------------------ | ---------------- | ------------ |
| 2004       | Days of Santiago               | Sandra           |              |
| 2009       | Los del Solar                  | Molly            |              |
| 2007       | Baila Reggaeton                | Pamela           |              |
| 2011       | Mann's World                   | Tia              | Telefilme    |
| 2011       | Fright Night                   | Ginger           |              |
| 2011       | God Bless America              | Mercedes Paar    |              |
| 2012       | Dumb Girls                     | Marisol          | Telefilme    |
| 2014       | Song From A Blackbird          | Presentadora     | Cortometraje |
| Televisión |                                |                  |              |
| Año        | Título                         | Papel            | Notas        |
| 2006       | Condominio S.A                 | Sandy            | 1 episodio   |
| 2007       | Baila Reggaeton                | Pamela           |              |
| 2008       | Eleventh Hour                  |                  | 1 episodio   |
| 2009       | CSI: Miami                     | Beauty           | 1 episodio   |
| 2010       | Nip/Tuck                       | Aurelia Gallardo | 1 episodio   |
| 2010       | Chico de mi Barrio             | Sofia            | 40 episodios |
| 2012       | Fetching                       | Adi              | 3 episodios  |
| 2013       | CSI: Crime Scene Investigation | Silvana Cuerto   | 1 episodio   |
| 2013       | The Bold and the Beautiful     | Theresa Corazón  | 5 episodios  |
| 2015       | Good Work                      | Ella misma       | 6 episodios  |